# Moscovium
Moscovium er det 115. grundstof i det periodiske system, med det kemiske symbol Mc. Dette stof findes ikke i naturen, men kan syntetiseres i uhyre beskedne mængder ad gangen i laboratorier. IUPAC har tildelt navnet moscovium (Moskva) for at hædre de russiske forskningsresultater.

## Egenskaber
I skrivende stund har man kun fremstillet ganske få atomer af moscovium, så der venter endnu en del undersøgelser af dette stofs kemiske egenskaber. Kemiens og fysikkens regler giver dog en del fingerpeg om hvad vi kan forvente: Selv om stoffet står i samme gruppe som vismut i det periodiske system, forventes det at relativistiske effekter vil gøre deres indflydelse gældende på en måde der kraftigt "forskubber" moscoviums kemi; mere specifikt er det blevet forudsagt at moscovium i modsætning til vismut vil kunne optræde stabilt ved oxidationstrin +1, og danne en Mc+-ion med en kemi meget lig den for Tl+.

## Fremstilling af moscovium
Som med andre tilsvarende tunge grundstoffer skabes moscovium i en kollision mellem to grundstoffer; ioner af et relativt let grundstof accelereres mod en "skydeskive" af et tungere grundstof: Herved skabes enten direkte en moscovium-atomkerne, eller et andet tungt grundstof som siden kan henfalde til moscovium.

## Historie
Den 2. februar 2004 offentliggjorde forskere fra det Forenede institut for kerneforskning i Dubna i Rusland og fra Lawrence Livermore National Laboratory i USA at de havde syntetiseret grundstoffet med atomnummer 115: I en kollision mellem isotoperne 48Ca og 243Am havde de formået at skabe fire moscovium-atomkerner. Senere studier af moscoviums henfaldsprodukter, herunder 269Db, har dels bekræftet tidligere data om dubnium, men understøtter også påstanden om moscovium-syntese fra februar 2004. I august 2013 fremlagde Lunds Universitet i Sverige nye beviser, der bekræfter eksistensen af grundstoffet.

## Navneforslag
I computerspillet "UFO: Enemy Unknown" fra 1994 anvendes grundstof 115, under navnet elerium, som kraftkilde og brændstof i UFO'er. Fans har foreslået IUPAC at ununpentium (det midlertidige navn for grundstof 115) officielt skulle navngives elerium, med det kemiske symbol "El".
Den 30. december 2015 godkendte IUPAC eksistensen af grundstof nummer 115. De har givet forskningscentrene Oak Ridge og Lawrence Livermore i USA og Dubna i Rusland retten til at navngive grundstof nummer 115 efter et mytologisk begreb, et mineral, et sted eller land, en egenskab eller en forsker. Efter navneforslaget er offentliggjort, har folk fem måneder til at gøre indsigelser, før navnet bliver permanent.

## Isotoper af moscovium
Man kender fem isotoper af moscovium. og det gennemgående træk blandt disse er at jo tungere isotop, desto længere halveringstid: Således har den tungest kendte moscovium-isotop, 291Mc, også den længste halveringstid; omkring et minut.